# Hypoxystis pallidaria
Hypoxystis pallidaria là một loài bướm đêm trong họ Geometridae.